# Fried
Fried ist ein deutscher Familienname.

## Namensträger
- Alfred Hermann Fried (1864–1921), österreichischer Pazifist und Schriftsteller
- Amelie Fried (* 1958), deutsche Schriftstellerin und Moderatorin
- Carl Fried (1889–1958), deutscher Arzt
- Catherine Boswell Fried (1936–2015), britische Bildhauerin, Malerin, Fotografin und Schriftstellerin
- Charles Fried (1935–2024), US-amerikanischer Jurist, Anwalt und Hochschullehrer
- Edgar Fried (1894–1987), österreichischer Sportfunktionär
- Edrita Fried (1909–1981), austroamerikanische Gruppenpsychotherapeutin
- Emanuel Fried (1913–2011), US-amerikanischer Dramatiker, Schauspieler und Gewerkschafter
- Erich Fried (1921–1988), österreichischer Schriftsteller
- Eugen Fried (1900–1943), slowakischer Politiker
- Ferdinand Fried (1898–1967), deutscher Autor, siehe Ferdinand Friedrich Zimmermann
- Fred Fried (* 1948), US-amerikanischer Jazzgitarrist
- Gerald Fried (1928–2023), US-amerikanischer Filmkomponist
- Hédi Fried (1924–2022), rumänisch-schwedische Schriftstellerin und Psychologin
- Heinrich Jakob Fried (1802–1870), deutscher Maler
- Herbert Müller-Fried (1912–2007), deutscher Graphiker
- Howard Fried (* 1946), US-amerikanischer Künstler
- Itzhak Fried, US-amerikanischer Neurochirurg
- Jakob Fried (1885–1967), österreichischer römisch-katholischer Geistlicher und Autor
- Jiří Fried (1923–1999), tschechischer Schriftsteller
- Johann Christian Fried (1819–1861), deutscher Gutsbesitzer und Politiker
- Johann Jakob Fried (1689–1769), deutscher Mediziner
- Johannes Fried (* 1942), deutscher Historiker
- John H. E. Fried (1905–1990), US-amerikanischer Politikwissenschaftler und Hochschullehrer
- Jürgen Fried (* 1953), deutscher Politiker (SPD)
- Klára Fried-Bánfalvi (1931–2009), ungarische Kanutin
- Klaus Fried (* 1969), Filmschaffender; Sohn von Erich Fried
- Kurt Fried (1906–1981), deutscher Publizist, Kunstsammler und Verleger
- Limor Fried, US-amerikanische Ingenieurin der Elektrotechnik und Hackerin
- Linda Fried (* 1949), US-amerikanische Geriaterin und Epidemiologin
- Michael Fried (* 1939), US-amerikanischer Kunstkritiker
- Michael Fried (Mediziner) (* 1952), Schweizer Mediziner
- Miriam Fried (* 1946), israelische klassische Geigerin und Musikpädagogin
- Morton Fried (1923–1986), US-amerikanischer Ethnologe
- Olivia Fried (1912–1958), ungarische Tänzerin sowie Schauspielerin
- Oskar Fried (1871–1941), deutscher Dirigent

- Otto Fried (Politiker) (1897–nach 1932), deutscher Politiker (NSDAP)
- Otto Fried (Künstler) (1922–2020), deutschamerikanischer Maler, Grafiker, Bildhauer und Designer
- Pankraz Fried (1931–2013), deutscher Historiker
- Robert N. Fried (* 1963), US-amerikanischer Filmproduzent
- Sam Bankman-Fried (* 1992), US-amerikanischer Unternehmer und Betrüger
- Volker Fried (* 1961), deutscher Feldhockeyspieler